# Barbara Strozzi
Barbara Strozzi, también llamada Barbara Valle, (Venecia, 6 de agosto de 1619 - Padua, 11 de noviembre de 1677) fue una cantante y compositora italiana del Barroco. Durante su vida, publicó ocho volúmenes de su propia música y tenía más música profana impresa que cualquier otro compositor de la época. Esto se logró sin ningún apoyo de la Iglesia católica y sin el patrocinio constante de la nobleza.
La vida y la carrera de Strozzi se han visto ensombrecidas por las afirmaciones de que ella era una cortesana, lo que no puede confirmarse por completo, ya que en ese momento se suponía que la música femenina era un activo intelectual de una cortesana.

## Biografía

### Primeros años e infancia

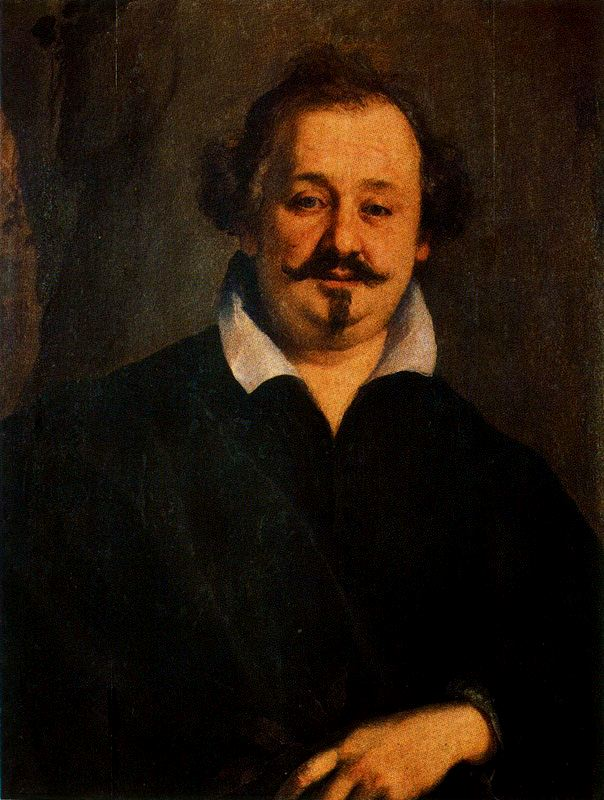
Su padre, Giulio Strozzi.

Barbara Strozzi (de nacimiento, Barbara Valle) nació en Venecia el 6 de agosto de 1619, hija de Isabella Garzoni, más conocida como «La Greghetta», y de padre desconocido. Fue bautizada en la iglesia de Santa Sofía en el barrio Cannaregio de Venecia. Aunque el certificado de nacimiento de Barbara no proporciona información sobre la identidad de su padre, se supone que su padre biológico pudo haber sido Giulio Strozzi, poeta y libretista, una figura muy influyente en la Venecia del siglo XVII. Poco se sabe sobre la madre de Barbara, pero los historiadores sospechan que Isabella era una sirvienta de Giulio, ya que tanto Barbara como Isabella vivían en la casa de Giulio y estaban incluidas en su testamento. Aunque Barbara era una hija ilegítima (sus padres no estaban casados en ese momento), su padre Giulio se refirió a ella como su «hija adoptiva» y fue fundamental para ayudarla a establecer su carrera como música más adelante en su vida.
Relatos más detallados de la vida de Barbara se refieren al final de su infancia y adolescencia. A lo largo de su infancia, Venecia había sufrido plagas que habían matado a gran parte de su población. Sin embargo, ella sobrevivió junto con su madre y alcanzó la edad de 12 años con la primera Festa della Salute en 1631. En ese momento, había comenzado a desarrollarse como música y comenzó a demostrar un talento vocal virtuoso. Paralelamente, desarrolló la capacidad de comenzar a acompañarse a sí misma con el laúd o la tiorba. En su libro Sounds and Sweet Airs, la historiadora Anna Beer afirma que los dones musicales de Strozzi se hicieron más evidentes en el momento de su adolescencia temprana, lo que llevó a Giulio a organizar lecciones de composición para ella con uno de los principales compositores de la época, Francesco Cavalli.
A la edad de quince años, fue descrita como «la virtuosissima cantatrice di Giulio Strozzi» (la cantante extremadamente virtuosa de Giulio Strozzi). Alrededor del decimosexto cumpleaños de Barbara, Giulio comenzó a dar a conocer activamente su talento musical, asegurándose de dedicarle obras. Posteriormente, Giulio estableció la Accademia degli Unisoni, una subsidiaria de la Accademia degli Incogniti, que también dio la bienvenida a los músicos al círculo social privilegiado. La Accademia degli Unisoni, que operaba desde la casa de Strozzi, se convirtió en el principal espacio de actuación para la joven Barbara, asegurando sus oportunidades de actuar como cantante, así como actuaciones semipúblicas de sus propias obras. En 1637, a la edad de 18 años, Barbara tomó el apellido de su padre, Strozzi, y lo mantuvo hasta su muerte.

### Inicios como joven música
Al final de su adolescencia, Strozzi había comenzado a ganar reputación por su canto. En 1635 y 1636, Nicole Fontei publicó dos volúmenes de canciones, llamados Bizzarrie poetiche (Rarezas poéticas), llenos de elogios por la capacidad de canto de Strozzi. La experiencia de interpretación que tuvo en Unisoni la dotó de la pericia vocal que también se manifestó en sus publicaciones posteriores, lo que significa su talento compositivo.
Como joven música, buscó patrocinio, pero no siempre tuvo éxito. Su opus 2, dedicada a Fernando III de Habsburgo y Leonor de Mantua con motivo de su matrimonio, pasó desapercibida. Otros dedicatarios notables incluyen a Ana de Médicis, la archiduquesa de Austria, Nicolò Sagredo, más tarde dux de Venecia, a quien dedicó su opus 7, y Sofía, duquesa de Brunswick y Lüneburg. También se supone que compuso varias canciones para el duque de Mantua en 1665, un año después de sus últimas obras publicadas conocidas.

### Vida posterior e hijos
Poco se sabe de la vida de Strozzi durante la década de 1640. Sin embargo, se supone que era la concubina de un noble veneciano, Giovanni Paolo Vidman. Éste era un mecenas de las artes y era socio de Giulio Strozzi. Aunque, por lo tanto, Barbara nunca se casó con este hombre (ni con ningún otro), esta relación dio lugar a al menos tres, posiblemente cuatro, hijos. Vidman era el padre de su hijo Giulio, luego tuvo dos hijos más, Isabella en 1642 y Laura en 1644, y posiblemente un cuarto, Massimo. No obstante, sus dos hijas se unieron a un convento y uno de sus hijos se convirtió en monje. Una carta escrita después de la muerte de Strozzi informa que «fue violada por el conde Vidman, un noble veneciano. Tenía un hijo que también [es decir, como su padre] lleva el nombre de Giulio Strozzi». Se ha sugerido que la acusación de violación pudo haber sido una historia que circuló para proteger la reputación de Strozzi, ya que tuvo hijos fuera del matrimonio. Sin embargo, hay evidencia que sugiere que fue obligada a mantener esa relación.
Durante este tiempo, hubo tratos financieros entre Strozzi y Vidman. Se cree que otorgó un préstamo que tendría que reembolsarse después de la muerte de Vidman. El interés cercano al 10% podría haber sido una forma de asegurar algún apoyo para Strozzi y sus hijos después de la muerte de Vidman.

### Fallecimiento
Strozzi murió en Padua el 11 de noviembre de 1677, a la edad de 58 años. Se cree que fue enterrada en la iglesia de los Eremitas. No dejó testamento cuando murió, por lo que, a su muerte, su hijo Giulio Pietro reclamó su herencia en su totalidad.

## Obra

### Composiciones

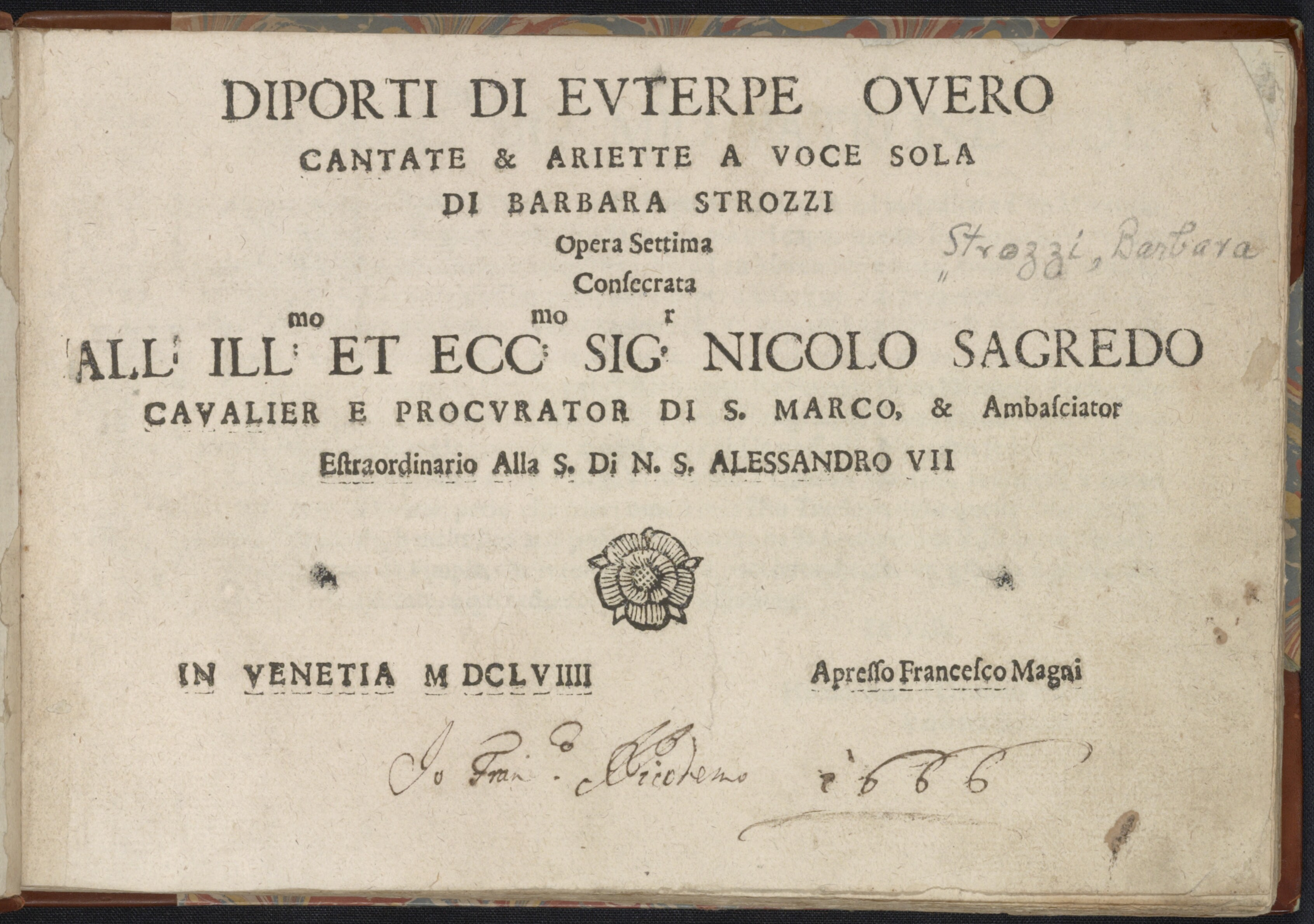
Portada de Diporti di Euterpe, opus 7 de Strozzi, que consta de ocho cantatas.

Se decía que Strozzi era «el compositor más prolífico, hombre o mujer, de música vocal secular impresa en Venecia a mediados del siglo [XVII]». Su producción también es única en el sentido de que sólo contiene música vocal secular, con la excepción de un volumen de canciones sacras. Fue reconocida por su habilidad poética así como por su talento compositivo. Sus letras eran a menudo poéticas y bien articuladas.
Strozzi escribió arias, cantatas dramáticas, madrigales y dúos. Entre 1644 y 1664, publicó ocho libros de música, incluyendo más cantatas que cualquier otro compositor del siglo XVII.

### Estilo
la gran mayoría de sus obras impresas fueron cantatas para soprano solista y bajo continuo, por lo que es posible que fueran escritas para ser interpretadas por ella misma.[cita requerida] Aunque también publicó obras para otras voces. Su música está profundamente arraigada en la tradición denominada seconda pratica, cuyo principal ejemplo es la obra de Claudio Monteverdi. La música de Strozzi evoca el espíritu de Cavalli, heredero de Monteverdi. Sin embargo, sus obras presentan mayor énfasis lírico, basados posiblemente en la extensión de su propia voz,  y más dependiente del puro sonido vocal. Muchas de las letras de sus primeras piezas fueron escritas por su padre, Giulio. Los textos posteriores fueron escritos por colegas de su padre y, para muchas composiciones, Strozzi pudo haber escrito sus propios textos. Se conservan siete volúmenes impresos de sus composiciones. Asimismo, muchas más obras inéditas se encuentran actualmente en colecciones en Italia, Alemania e Inglaterra en forma de manuscrito. La restricción irregular de su música se ha modernizado para adaptarse a las interpretaciones modernas.
Como muchos de sus compositores contemporáneos, Strozzi utilizó principalmente textos del poeta Giambattista Marino. Estos textos marinistas servirían como un vehículo para expresarse así como para desafiar los roles de género de su tiempo. Il primo libro di madrigali, per 2-5 voci e bajo continuo, op. 1 (1644), se dedicó a Victoria della Rovere, la Gran Duquesa de Toscana nacida en Venecia. El texto es un poema de su padre, Giulio Strozzi. Publicó una obra conocida de piezas religiosas. Su opus 5, escrito en 1655, fue dedicado a la archiduquesa de Innsbruck, Ana de Médici. Su motete «Mater Anna» rindió homenaje no sólo a la santa católica y madre de la  Virgen María, sino también a la archiduquesa. Era muy sensible al significado subliminal de sus textos y, como es el caso de Arcangela Tarabotti, los textos que presenta a menudo insinúan problemas subyacentes relacionados con el género.

### Publicaciones
- Il primo libro di madrigali, per 2-5 voci e basso continuo, op. 1 (1644)
- Cantate, ariette e duetti, per 2 voci e basso continuo, op. 2 (1651)
- Cantate e ariette, per 1-3 voci e basso continuo, op. 3 (1654)
- Sacri musicali affetti, libro I, op. 5 (1655)
- Quis dabit mihi, mottetto per 3 voci (1656)
- Ariette a voce sola, op. 6 (1657)
- Diporti di Euterpe ovvero Cantate e ariette a voce sola, op. 7 (1659)
- Arie a voce sola, op. 8 (1664)

### Grabaciones
Hay numerosas grabaciones de sus obras. Algunas de ellas contenían obras de Barbara exclusivamente, otras sólo indexaban algunas piezas.
- Barbara Strozzi: La Virtuosissima Cantatrice (2011)[20]
- Barbara Strozzi: Ariette a voce sola, Op. 6 / Miroku, Rambaldi (2011)[21]
- Barbara Strozzi: Passioni, Vizi & Virtu / Belanger, Consort Baroque Laurentia (2014)[22]
- Barbara Strozzi: Opera Ottava, Arie & Cantate (2014)[23]
- Barbara Strozzi: Lagrime Mie (2015)[24]
- Due Alme Innamorate – Strozzi, etc / Ensemble Kairos (2006)[25]
- A Golden Treasury of Renaissance Music (2011)[26]
- Lamenti Barocchi Vol 3 / Vartolo, Capella Musicale Di San Petronio (2011)[27]
- Ferveur & Extase / Stephanie D'oustrac, Amarillis (2012)[28]
- La Bella Piu Bella: Songs from Early Baroque Italy (2014)[29]
- Dialoghi A Voce Sola (2015)[30]
- O Magnum Mysterium: Italian Baroque Vocal Music (2015)[31]
- Barbara Strozzi: La Voce Sola, Renata Dubinskaite (Mezzo Soprano) with Canto Fiorito (2021).[32]
- A New Sappho Favella Lyrica. Koch 7491. Julio de 2000.
- Arias and Duets Christine Brandes, Jennifer Lane, Kurt-Owen Richards, New York Baroque. Eric Milnes, dir. Dorian 93218. Febrero de 2001.
- Arie Antiche Maria Bayo Claves 9023. Mayo de 1999.
- Arie & Cantate, Op. 8 La Risonanza, Emanuela Galli, Fabio Bonizzoni y al. Glossa GDC 921503. Octubre de 2001/02.[33]
- Cappella Mediterranea (director, Leonardo García alarcón): Madrigali. Intérpretes, Céline Scheen, Mariana Flores, Fabian Schofrin, Jaime Caicompai y Matteo Bellotto. Ambronay AMY20.[34]